# Alejandro Silva (Musiker)
Alejandro Silva (* 19. Juni 1969 in Chile) ist ein chilenischer instrumental-heavy-metal-Gitarrist, auch bekannt als Gründer und Leadgitarrist von seiner Band Alejandro Silva Power Cuarteto.

## Leben und Karriere
Silva begann mit 14 Jahren Gitarre zu spielen. Andere Musiker, mit denen er spielte, waren Robert Fripp, Joe Satriani, Steve Vai, im Jahre 2006 beim G3 tour in Chile.
Er ist sowohl Musiklehrer für Gitarren als auch als Soundengineer tätig.

## Diskografie
| Year | Album             | Label       |
| 1999 | Alejandro Silva I | Independent |
| 2002 | Dios Eol          | Independent |
| 2003 | ASPC Live         | Independent |
| 2007 | Orden&Caos        | Independent |
| DVD  |                   |             |
| 2004 | En Concierto      | Independent |
| 2008 | Live2007          | Independent |